# Bogor
Bogor je grad u Indoneziji. Nalazi se na najnaseljenijem indonezijskom otoku Javi, u provinciji Zapadna Java. Smješten je u najnaseljenijem dijelu Indonezije, u blizini glavnog grada Jakarte i velikog grada Bandunga. 

## Povijest
Bogor se prvi put spominje oko 450. godine kad je bio dio hinduističkog kraljevstva Tarumanagara. Kasnije je bio dio kraljevstava Sunda i Pajajaran. Neki povjesničari smatraju da je kod Bogora bio Pakwan, glavni grad kraljevstva Pajajaran. U Bogoru se do danas obilježava dan krunidbe maharadže kraljevstva Pajajaran.
1745. su nizozemske kolonijalne vlasti pod vodstvom guvernera Gustaafa Willema van Imhoffa na području Bogora sagradile palaču koja je guverneru služila kao odmorište i bila je cestom povezana s glavnim gradom Batavijom (današnjom Jakartom). Nakon toga se Bogor počeo razvijati kao veći grad.
Bogor je postao glavno sjedište britanske kolonijalne vlasti na Javi početkom 19. st. pod vodstvom Thomasa Rafflesa. Bogor se s okolnim naseljima tada nazivao Buitenzorg. Od 1903. je grad ponovo dio Nizozemske Istočne Indije gdje je postao sjedište jedne upravne jedinice pod imenom Buitenzorg. Nakon 1957. se u nezavisnoj Indoneziji grad ponovo zove Bogor i ima status općine, a od 1999. ima status grada (Kota Bogor).

## Zemljopis
Bogor je smješten na zapadu otoka Jave u blizini glavnog i najvećeg grada Jakarte. Nalazi se na cesti koja Jakartu povezuje s trećim gradom na Javi Bandungom. Funkcionira kao dio šireg metropolitanskog područja Jakarte.
Grad se nalazi na nestabilnom području s čestim potresima. U blizini su vulkani Salak i Perbakti-Gagak.
Klima je ekvatorska s visokim temperaturama cijele godine i velikom količinom padalina. Upravo je Bogor poznat po čestim grmljavinskim pljuskovima, te se naziva "Grad kiše". Bogor je jedan od gradova s najviše grmljavinskih oluja na svijetu. Karakteristično je da kiša pada svaki dan u isto vrijeme (između podneva i 13 sati).

## Znamenitosti
Najvažnija znamenitost je predsjednička palača Istana Bogor, jedna od 6 predsjedničkih palača u Indoneziji. Palača je bila odmorište nizozemskog kolonijalnog guvernera, a danas je otvorena za posjet. Poznat je veliki botanički vrt oko palače. Značajan je i park s jelenima u centru grada. U okolici su brojne plantaže čaja.

## Znanost
U Bogoru su smješteni brojni međunarodni instituti za istraživanje šumskih ekosustava. Najznačajniji su: Centar za međunarodna šumska istraživanja, Svjetski centar agrošumarstva i Bogorski institut agrikulture. Zbog toga je Bogor jedan od najvažnijih svjetskih centara za istraživanje tropskih kišnih šuma.

## Gradovi prijatelji
- St. Louis, Missouri, SAD
- Shenzhen, Kina
- Gödölő, Mađarska
- Sepang, Malezija